# Bitjug
Il Bitjug è un fiume della Russia europea meridionale (oblast' di Voronež, Lipeck e Tambov), affluente di sinistra del Don.
Nasce nella sezione sud-occidentale della oblast' di Tambov; scorre poi successivamente nella parte meridionale del bassopiano della Oka e del Don, in una valle piuttosto larga e a volte paludosa, attraversando con direzione nord-est/sud-ovest l'oblast' di Voronež toccando, fra le altre, le città di Mordovo, Anna, Bobrov.  Ha una lunghezza di 379 km; l'area del suo bacino è di 8 840 km². L'affluente maggiore è l'Értil' (lungo 92 km) proveniente dalla sinistra idrografica.
Il Bitjug gela in superficie nei mesi più rigidi, mediamente da metà dicembre a fine marzo/primi di aprile.